# 松州 (唐朝)
松州，唐朝设置的州。
武德元年（618年），设置松州，治所在嘉诚（今四川省松潘县）。下辖嘉诚县、交川县、通轨县（647年归当州，今四川省黑水县北知木林乡毛儿盖-小黑水河口）、平康县（656年置，今四川省松潘县红土乡）、盐泉县（758年置，今四川省松潘县川主寺镇）。628年，设置松州都督府，统领羌人25个羁縻州，后来增加到104州。天宝、至德年间松州一度改为交川郡。广德年间被吐蕃占领。明朝洪武十一年（1378年）设置松州卫、潘州卫；不久，合并为松潘卫；松潘厅下仍隸有松州；清朝仍有松州建置，民國屬松潘县。处入岷江上游，是四川到青海的门户。
唐朝松州刺史
- 赵行德（武德年间）
- 崔顺（武德年间）
- 李博乂（628年—629年）
- 蒋合（629年—634年）
- 韩威（638年）
- 刘德敏（貞觀年间）
- 尉迟宗（贞观年间）
- 赵师立（唐高宗前期）
- 武君寂（677年）
- 马文举（唐高宗时）
- 吕志本（武周初年）
- 马神威（武周时）
- 孙仁献（716年）
- 安忠敬（开元年间）
- 马正会（开元年间）